# طلعت القواس
طلعت القواس رجل أعمال وسياسي مصري من مواليد حي عابدين بالقاهرة نائب برلماني سابق لثالث دورات صاحب ومؤسس شركة لوراج للملابس الجاهزة ومؤسس ورئيس مجلس إدارة جمعية عابدين للتكافل الاجتماعي والثقافي والتنمية.

## نشأتة
تلقي تعليمه الابتدائي بمدرسة أبو بكر الصديق الابتدائية ثم علي عبد اللطيف الأعداديه ثم طلعت حرب الثانوية ثم التحق بجامعة الأزهر كليه لغات وترجمة قسم لغة ألمانية حيث كان يشرف علي أعمال والدة التجارية أثناء الدراسة وحتى تخرجه من جامعة الأزهر.

## الحياة العملية
بعد التخرج شارك في تأسيس مصانع جولدن تكس العاشـر من رمضان وعضو مجلس ادارتها، صاحب ورئيس مجلس إدارة الشركة المصرية الأمريكية للأستثمارات والأستيراد والتصدير، عضو هيئة محكمة جنوب القاهرة لمنازعات العمال لمدة عامين متتالين 2004 – 2005, وكان نائبا أول لرئيس الغرفة التجارية بالقاهـرة لاكثر من دورة، رئيس مجلس إدارة شركة لوراج للملابـس الجاهزة، رئيس مجلس إدارة شركة أفرست بالمنطقة الحرة ببـورسعيــد، رئيس مجلس إدارة شركة بيبرس للتجارة والتصنيع، رئيس سابق لمجلس إدارة مركز شبـاب عابـدين بالحلمية الجديدة لأكثر من دورة، مؤسس ورئيس مجلس أدارة نادى عابدين الرياضى [تحت التأسيس] واحد من أهم انجازاته، رئيس لجنة تقصى الحقائق بصفقة بيع شركة قها بمجلس الشعب 2001, رئيس لجنة المؤتمر الدولى للدول الإسلامية الذي عقد بالقاهرة عام 2009, مقرر اللجنة المشتركة لمناقشة أتفاقية الشراكة المصرية الأوروبية

## الحياة السياسية
عضو مجلس شعب سابق عن دائرة عابدين والموسكى 1995 - 2000 
ثم 2000 - 2005 
ثم 2010 ., ومرشح سابق لمجلس النواب 2015 ممثلا عن حزب المصريين الأحرار عن دائرتي عابدين والموسكي وباب الشعرية  حاصل على درع التميز البرلماني لأفضل نتئب في مجلس الشعب الفصل التشريعى السابع.

## وصلات خارجية
- طلعت القواس  على فيسبوك.
- الموقع الرسمي لطلعت القواس
- صفحة طلعت القواس في موقع صوتك
- صفحة طلعت القواس في موقع مجلس النواب
- تصريحات ساخنة ادلي بها طلعت القواس في جريدة المطرقة تاريخ 5-1-2010
- في دائرة عابدين.. 14 مرشحًا يتصارعون على مقعد واحد.. طلعت القواس ينافس معتمدًا على تاريخه البرلمانى.. هلال حميدة: أثق في اختيارات المواطنين.. وسما المصرى: سأطالب بإسقاط الحصانة عن النواب
- عزاء ممدوح مداح بدار مناسبات طلعت القواس